# Pat Kelly
Pat Kelly (n. Calgary, Alberta) es un actor y comediante canadiense.

## Trayectoria
Se formó profesionalmente en Loose Moose Theatre, Calgary. Además estuvo interesado en estudiar en la Escuela Secundaria Western de Calgary.  
En televisión apareció como anfitrión en YTV, un canal de cable canadiense de programación infantil, en Crimes Of Fashion y las películas de Disney Channel para TV Twitches (2005) y Twitches Too (2007). 
En cine protagonizó la película canadiense de Dave Thomas, Intern Academy, junto a los comediantes Dan Aykroyd, Peter Oldring y Dave Foley. 
También puede ser visto en el video de la banda The New Pornographers: My Slow Descent Into Alcoholism.
Pat suele trabajar con Peter Oldring, un compañero comediante de Canadá,  con quien trabajó en el programa canadiense Good Morning World y en el proyecto Ink Is It, patrocinado por Kodak, que fue cancelado porque no tuvo éxito.
Además es cantante y baterista.